# حسين الشوك
حسين الشّوك ولد في 2 ديسمبر 1946 في نفطة، هو سياسي تونسي.

## السيرة الذاتية
عين وزيرا للنقل في حكومة حامد القروي في 9 أكتوبر 1997، وواصل منصبه في حكومة محمد الغنوشي الأولى حتى 5 سبتمبر 2002.

## الحياة الخاصة
حسين الشوك متزوج وأب لثلاثة أبناء.